# 德拉沃格勒市鎮

46°35′N 15°01′E / 46.583°N 15.017°E
德拉沃格勒市鎮，是斯洛文尼亞的一個市镇，行政中心为德拉沃格勒。位於該國北部，傳統上屬於卡林西亞地區。市镇面積为105平方公里，2002年人口数量为8,863人，人口密度每平方公里84人。